# Чифлик (Демир Капија)
Чифлик (мкд. Чифлик) је насеље у Северној Македонији, у јужном делу државе. Чифлик је насеље у оквиру општине Демир Капија.

## Географија
Чифлик је смештен у јужном делу Северне Македоније. Од најближег града, Кавадараца, село је удаљено 30 km источно.
Село Чифлик се налази у историјској области Тиквеш. Село је смештено у долини Вардара, док се јужно од села издижу најсевернији огранци планине Кожуф. Надморска висина села је приближно 160 метара надморске висине. Источно од насеља протиче речица Бошава, која се потом улива у Вардар.
Месна клима је измењена континентална са значајним утицајем Егејског мора (жарка лета).

## Становништво
Чифлик је према последњем попису из 2002. године имао 90 становника.
Већинско становништво у насељу су етнички Македонци (99%).
Претежна вероисповест месног становништва је православље.